# شرطة الهجرة والجوازات الإيرانية
شرطة الهجرة والجوازات (بالفارسية: پلیس مهاجرت و گذرنامه) هو قسم فرعي من قوة إنفاذ القانون في إيران مع سلطة إصدار جوازات السفر الإيرانية والتعامل مع المهاجرين إلى إيران.  الوكالة عضو في دليل المفاتيح العامة للايكاو. 